# 7月17日 (旧暦)
旧暦7月17日は、旧暦7月の17日目である。六曜は大安である。

## できごと
- 慶雲4年（ユリウス暦707年8月18日） - 天智天皇の第四皇女・阿閇皇女が即位し第43代・元明天皇に
- 承和9年（ユリウス暦842年8月26日） - 承和の変。皇太子恒貞親王派の伴健岑・橘逸勢らの謀叛が発覚
- 貞観6年（ユリウス暦864年8月22日） - 富士山が大噴火。西湖と精進湖ができる
- 元和元年（グレゴリオ暦1615年9月9日） - 江戸幕府が禁中並公家諸法度を発布
- 慶応4年（グレゴリオ暦1868年9月3日） - 詔勅により江戸を東京に改称（江戸ヲ称シテ東京ト為スノ詔書）

## 誕生日
- 慶長9年（グレゴリオ暦1604年8月12日） - 徳川家光、江戸幕府3代将軍（+ 1651年）
- 寛文元年（グレゴリオ暦1661年8月11日） - 宝井其角（榎本其角）、俳諧師・蕉門十哲の一人（+ 1707年）
- 嘉永7年（閏7月）（グレゴリオ暦1854年9月9日） - 山川健次郎、教育者（+ 1931年）

## 忌日
- 延暦4年（ユリウス暦785年8月30日） - 淡海三船、奈良時代の文人（* 722年）
- 寛弘5年（ユリウス暦1008年8月20日） - 藤原義懐、花山天皇の後見人（* 957年）
- 安元2年（ユリウス暦1176年8月23日） - 六条天皇、79代天皇（* 1164年）
- 天正5年（ユリウス暦1578年8月20日） - 山中幸盛、尼子氏の家臣（* 1545年?）
- 慶長5年（グレゴリオ暦1600年8月25日） - 細川ガラシャ（細川玉）、細川忠興の妻・明智光秀の子（* 1563年）
- 元和9年（グレゴリオ暦1623年8月13日） - 義姫、伊達輝宗の妻・伊達政宗の母（* 1548年）
- 元文元年（グレゴリオ暦1736年8月23日） - 伊藤東涯、儒学者（* 1670年）
- 寛政7年（グレゴリオ暦1795年8月31日） - 円山応挙、画家（* 1733年）
- 文化8年（グレゴリオ暦1811年9月4日） - 松村呉春、絵師（* 1752年）